# Rejon Czatkał
Rejon Czatkał (kirg. Чаткал району, ros. Чаткальский район) – rejon w Kirgistanie w obwodzie dżalalabadzkim. W 2009 roku liczył 22 490 mieszkańców (z czego 50,1% stanowili mężczyźni) i obejmował 4156 gospodarstw domowych. Siedzibą administracyjną rejonu jest Kanyszkyja.